# Pojezierze Ińskie
Pojezierze Ińskie (314.43) – mezoregion fizycznogeograficzny położony w północno-zachodniej części Pojezierza Zachodniopomorskiego, między Wysoczyzną Łobeską na północy a Pojezierzem Choszczeńskim na południu oraz między Równiną Nowogardzką na zachodzie a Pojezierzem Drawskim i Równiną Drawską na wschodzie. Nazwa obszaru od rzeki Iny.

## Charakterystyka
Region turystyczny z licznymi jeziorami i urozmaiconą rzeźbą terenu ze wzgórzami morenowymi i dolinami rzek. Najwyższe wzniesienie Głowacz osiąga wysokość 180 m n.p.m. Lasy przeważają na południu i na południowym zachodzie od Ińska.
W 1981 r. w centralnej części utworzono Iński Park Krajobrazowy. W granicach mezoregionu wyznaczono także kilka obszarów sieci Natura 2000: obszar ptasi „Ostoja Ińska” PLB320008 oraz obszary siedliskowe – w centrum i na wschodzie „Pojezierze Ińskie” PLH320067, na północnym wschodzie „Brzeźnicka Węgorza” PLH320002, natomiast na południowym skraju „Dolina Iny koło Recza” PLH320004.

## Geografia
- Miasta: Ińsko, Chociwel, Dobrzany, Węgorzyno.
- Wzniesienia: Głowacz (180 m n.p.m.), Babia Góra, Chełm, Jaźwinka, Smug, Trawiec, Wilcza, Zamecznik, Sokal (174 m n.p.m.), Sarnikierz (169 m n.p.m.),[potrzebny przypis].
- Jeziora: Woświn, Ińsko, Krzemień, Zajezierze, Węgorzyno, Stubnica, Starzyca, Kamienny Most, Jezioro Marianowskie.
- Rzeki: Ina, Krąpiel, Pęzinka, Krępa, Ukleja, Brzeźnicka Węgorza, Reska Węgorza.

## Szlaki turystyczne
Teren predysponowany do turystyki pieszej i rowerowej. Wyznaczono kilka szlaków turystycznych, inne są w fazie projektowania:
- Szlak Hetmana Stefana Czarnieckiego (Recz PKP – Bytowo – Dobrzany – Maciejewo)
- Szlak Błękitny Pojezierza Ińskiego (Chociwel PKP – Węgorzyno – Ińsko)
- Szlak Wzniesień Moreny Czołowej (Cieszyno PKP – Ińsko – Ciemnik – Dobrzany – Szadzko – Ognica PKP)
- [proj.] (Ińsko – Dolice – Ognica PKP)
- [proj.] (Stargard Szcz. – Maciejewo – Dobrzany – Ińsko)
- (Ińsko – Sarnikierz – Podlipce – Ińsko)
- (Węgorzyno PKP – Ginawa – Brzeźniak – Węgorzyno PKP)
- (Węgorzyno – Sarnikierz – Runowo Pom. PKP – Węgorzyno PKP)
- Szlak rowerowy „Parki Krajobrazowe – Drawski i Iński”
- (Węgorzyno PKP – Cieszyno PKP)
- Szlak rowerowy „Wokół Jeziora Ińsko”
- Szlak rowerowy „Ińska Wstęga”
- (Ińsko – Sarnikierz – Ińsko)